# Grands prophètes

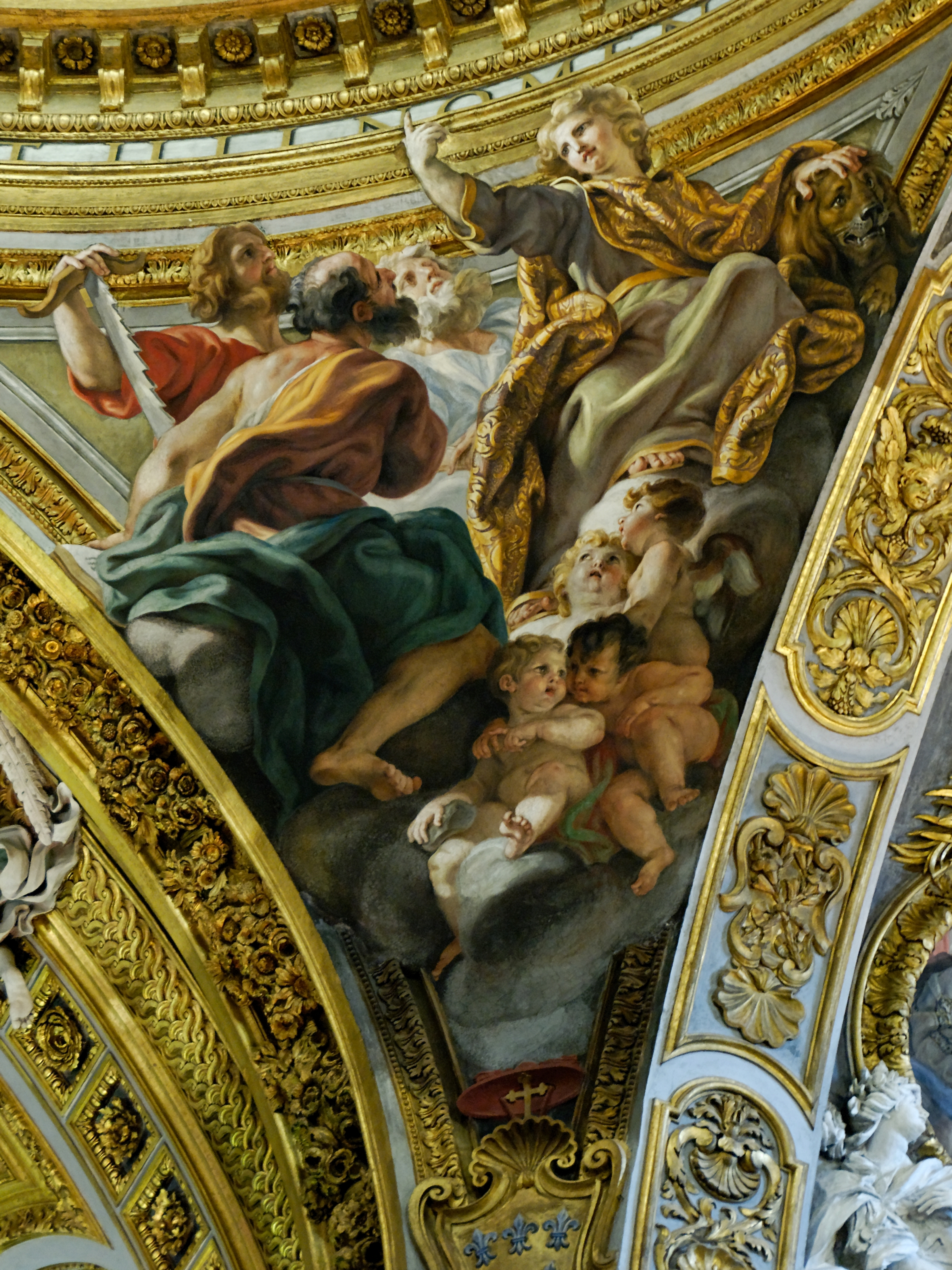
Représentation des quatre grands prophètes à l'église du Saint-Nom-de-Jésus (Rome).

Les grands prophètes désignent, parmi les prophètes de l'Ancien Testament chrétien, Isaïe, Jérémie, Ézéchiel et Daniel ; par extension, cette expression se réfère également à leurs écrits. Ils sont appelés ainsi par opposition aux petits prophètes, non par une autorité supérieure mais en raison de la plus grande longueur des textes qu'on leur attribue.
Figurent donc dans ce corpus les Livres d'Isaïe, Jérémie, Ézéchiel et Daniel ainsi que certains autres écrits attribués à Jérémie que sont le Livre des Lamentations et l'Épître de Jérémie, extraite du Livre de Baruch. Ce regroupement est typique du canon chrétien : le canon juif sépare les livres concernés entre les Nevi'im et les Ketouvim, et rejette le livre de Baruch comme apocryphe.

## Représentations artistiques
Les grands prophètes étant considérées comme des figures majeures de l'Ancienne Alliance chez les catholiques, il n'est pas rare de les trouver ensemble dans des représentations religieuses picturales ou sculpturales, d'autant plus que leur nombre de quatre correspond à l'organisation quadrangulaire de la plupart des bâtiments, notamment sous la forme :
- de statuettes surmontant, au couvent de la Providence de La Flèche, les murs latéraux de la chapelle ;
- d'une fresque ornant un pendentif de l'église du Saint-Nom-de-Jésus, à Rome ;
- de statues flanquant l'escalier des prophètes du lycée Henri IV, à Paris.